# STS-83
La STS-83 è una missione spaziale del Programma Space Shuttle.

## Equipaggio
- James D. Halsell (3) - Comandante
- Susan L. Still (1) - Pilota
- Janice E. Voss (3) - Comandante
- Michael L. Gernhardt (2) - Specialista di missione
- Donald A. Thomas (3) - Specialista di missione
- Roger Crouch (1) - Specialista del carico
- Greg Linteris (1) - Specialista del carico

Tra parentesi il numero di voli spaziali completati da ogni membro dell'equipaggio, inclusa questa missione.

## Parametri della missione
- Massa:
  - Navetta al rientro con carico: 117.802 kg
  - MSL-1 Spacelab Module: 10.169 kg
- Perigeo: 298 km
- Apogeo: 302 km
- Inclinazione orbitale: 28.5°
- Periodo: 1 ora, 30 minuti, 30 secondi